# Кожен десятий
Кожен десятий (рос. Каждый десятый) — радянський художній фільм 1984 року, знятий на кіностудії «Ленфільм».

## Сюжет
П'ять червоноармійців, які опинилися в тилу Колчака, захопили ворожий броньовик і взяли в полон офіцера розвідки. Від нього вони дізнаються, що незабаром по річці повинен пройти пароплав зі зброєю і боєприпасами для майбутнього контрнаступу білих. Як зупинити судно, захопити його, а потім провезти такий цінний вантаж крізь засідки і кордони колчаківців, що окопалися по обидва боки річки?

## У ролях
- Раїса Зайцева — Саша
- Лев Борисов — дід Альоха
- Володимир Єрьомін — Святополк
- Ігор Іванов — Єлізар Коромислов (Мізинчик)
- Володимир Осипчук — Степан
- Олександр Яценковський — поручик
- Микола Кузьмін — осавул (озвучив Ігор Єфімов)
- Микола Волков — капітан
- Олег Федоров — офіцер кавалерії
- Олександр Суснін — господар хати
- Варвара Шабаліна — епізод
- Валерій Кравченко — Мінька Коромислов, брат Мізинчика
- Станіслав Старостін — епізод
- Олег Хабалов — циган
- Ігор Єфімов — епізод
- Сергій Лосєв — епізод
- Віталій Матвєєв — епізод
- Микола Лавров — епізод
- Олександр Ліпов — козак
- Олександр Харашкевич — епізод
- Ігор Лонський-Ленкер — епізод
- Михайло Зеленський — епізод
- Юрій Томошевський — полонений, бородань
- Іван Ковальов — епізод
- Шерхан Абілов — червоноармієць

## Знімальна група
- Режисер — Михайло Ордовський
- Сценаристи — Юлій Дунський, Валерій Фрід
- Оператор — Володимир Іванов
- Художник — Михайло Герасимов